# Jabulani Shongwe
Jabulani Shongwe (Witbank, 28 febbraio 1990) è un calciatore sudafricano, centrocampista dell'Upington City.

## Carriera

### Club
Ha giocato nella massima serie sudafricana.

### Nazionale
Nel 2013 ha esordito in nazionale.

## Palmarès

### Club

#### Competizioni nazionali
- Campionato sudafricano: 2

Mamelodi Sundowns: 2013-2014
Bidvest Wits: 2016-2017
- Coppa di Lega sudafricana: 1

Bidvest Wits: 2017